# 存在主義女性主義
女性主义的目標是建立一套捍衛妇女平等的政治、经济和社会权利的运动。存在主義則是一套哲学，它认为哲学思考的出发点是以个体為基礎，他認為道德和科学不能充分理解人类的存在。因此，堅持本真的规范以进一步理解人类的存在是必要的。 （在存在主义的背景下，堅持本真是承认我们对自己的存在负上责任。) 这套哲学分析了人与事物和其他人之间的关系，以及它们如何限制选择。
存在主义女性主义者强调自由、人际关系和作为人的概念。 他们期望彻底改变，但也认识到自我欺骗和因改变的可能性而引起的焦虑等因素。许多人反對強加性别角色和限制女性自决，并批评后結構主義女性主義者，因這學派否認个体的内在自由。 一个人对她的生活方式做出深思熟虑的选择，并忍受被孤立、不服从相关等焦虑，但仍然保持自由的信念，这表明了存在主义的信条。 凯特·肖邦、多丽丝·莱辛、琼·狄迪恩、玛格丽特·阿特伍德和玛格丽特·德拉布尔的小说中就有这样的存在主义女主人公。

## 主要的存在主义女性主义者
西蒙娜·德·波娃（Simone de Beauvoir）是著名的存在主义女性主義者，也是第二波女性主义的推動人之一。 波娃在著作《第二性》中反對女性作为“他者”的从属角色、並且認為受到父权制的壓迫 ，这本书是波娃提出存在主义伦理学的巔峰。这本书主要思想為：“一个人不是天生就成為一个女人”，由此帶出了性别差异是由社會造成。波娃的《第二性》提出女性气质是由社会建构而成，並批判这些理論。由此這套理論用作解放女性的工具，並帶出父权社會如何利用性别差异剥夺女性的自由。 有不少存在主义女性主义的著作中经常被忽视 ，但波娃的影響可能比沙特更深遠。
让-保罗·萨特，法国哲学家、存在主义者和现象学家，他通过存在主义精神分析等作品为存在主义女性主义做出了巨大贡献。 在他的作品中，萨特認為个体是一種不同模式的交集，他反对纯粹个体的观念。 
莫里斯·梅洛-庞蒂 ，法国哲学家，他在该领域贡献了许多存在主义著作。他有不少支持者，如朱迪思巴特勒。但亦批评了他的理論，包括他的性意识形态。 然而亦有不少人不認同他，将他视为“萨特山寨版”。 

## 批评

### 西蒙娜·德·波娃
格温多林·多尔斯克 (Gwendolyn Dolske) 曾批评波娃的作品前后矛盾，他指出波娃的作品中女性是屈服于文化规范，而不是征服她们的差异性。 西蒙斯則批评波娃无法将她的理论工作转化为实践。 

### 对性别歧视的批评
然而，大多数批评都是针对该领域整体的局限性。 馬喬利·科林斯和斯蒂娜-皮尔斯認為让-保罗·萨特是以性別歧視的觀點來反對本质主义 ，不過，黑兹尔·巴恩斯反驳了这一观点。 

## 參看
- 女性主義
- 存在主義